# Bronkiol
Bronkiolerna är de minsta luftbärande strukturerna i lungorna och ansluter bronker till alveolerna (lungblåsor). Till skillnad från bronkerna saknar bronkiolerna brosk i sina väggar. En bronkiol mynnar ut i en terminal bronkiol som i sin tur mynnar ut i en respiratorisk bronkiol. Denna avger syre till alveolerna, som omges av ett nät av fina blodkärl, och där syre tas upp av blodet från inandningsluften samt koldioxid till utandningsluften.